# Мисловецька сільська рада
Мислове́цька сільська́ ра́да — адміністративно-територіальна одиниця та орган місцевого самоврядування в Підволочиському районі Тернопільської області. Адміністративний центр — село Мислова.

## Загальні відомості
- Територія ради: 1,82 км²
- Населення ради: 470 осіб (станом на 2001 рік)
- Територією ради протікає річка Збруч

## Населені пункти
Сільській раді підпорядковані населені пункти:
- с. Мислова

## Склад ради
Рада складається з 12 депутатів та голови.
- Голова ради: Осадчук Іван Богданович

### Керівний склад попередніх скликань
| Прізвище, ім'я, по батькові | Основні відомості                                                                              | Дата обрання | Дата звільнення |
| --------------------------- | ---------------------------------------------------------------------------------------------- | ------------ | --------------- |
| Осадчук Богдан Іванович     | Сільський голова, 1951 року народження, освіта середня загальна, безпартійний                  | 26.03.2006   | 31.10.2010      |
| Осадчук Богдан Іванович     | Сільський голова, 1951 року народження, освіта середня загальна, безпартійний                  | 31.10.2010   | 18.03.2012      |
| Осадчук Іван Богданович     | Сільський голова, 1975 року народження, освіта вища, член Всеукраїнського об'єднання «Свобода» | 18.03.2012   |                 |

Примітка: таблиця складена за даними сайту Верховної Ради України

### Депутати
За результатами місцевих виборів 2010 року депутатами ради стали:

#### За суб'єктами висування
| Суб'єкт висування | Кількість обраних депутатів | %   |
| ----------------- | --------------------------- | --- |
| Самовисування     | 12                          | 100 |

#### За округами
| № округу | Прізвище, ім'я, по батькові | Дата визнання обраним | Освіта             | Партійна приналежність | Відомості про обраного депутата                             |
| -------- | --------------------------- | --------------------- | ------------------ | ---------------------- | ----------------------------------------------------------- |
| 1        | Красуля Степан Ярославович  | 05.11.2010            | середня            | позапартійний          | тимчасово не працює                                         |
| 2        | Коцур Михайло Мар'янович    | 05.11.2010            | середня            | позапартійний          | Підволо-чиська АЗС, оператор                                |
| 3        | Сачко Роман Олегович        | 05.11.2010            | вища               | позапартійний          | Львівський національний університет ім. І. Франка, студент  |
| 4        | Осадчук Марія Йосипівна     | 05.11.2010            | вища               | позапартійна           | Сільська рада, секретар                                     |
| 5        | Пелих Світлана Петрівна     | 05.11.2010            | середня спеціальна | позапартійна           | СБНТ, директор                                              |
| 6        | Підгорецька Надія Миронівна | 05.11.2010            | середня            | позапартійна           | Селищна рада, спеціа-ліст 1 категорії                       |
| 7        | Осадчук Оксана Ігорівна     | 05.11.2010            | середня            | позапартійна           | тимчасово не працює                                         |
| 8        | Вовк Наталія Володимирівна  | 05.11.2010            | середня спеціальна | позапартійна           | Мисловецька школа-садок, вихова-тель                        |
| 9        | Гурин Ігор Арсенович        | 05.11.2010            | середня            | позапартійний          | Підволо-чиське відділення зв'язку, водій                    |
| 10       | Винник Петро Йосипович      | 05.11.2010            | середня            | позапартійний          | Мисловецька школа-садок, кочегар                            |
| 11       | Тарас Ольга Арсенівна       | 05.11.2010            | середня спеціальна | позапартійна           | Підволо-чиська СШ № 1, техніч-ний праців-ник                |
| 12       | Тулай Іван Михайлович       | 05.11.2010            | незакінчена вища   | позапартійний          | Тернопільський інститут соц. та інформ. технологій, студент |